# Gutau
Gutau je městys v rakouské spolkové zemi Horní Rakousy, v okrese Freistadt. Žije zde přibližně 2 700 obyvatel. Je zde muzeum barvířství.